# Флавицкий, Николай Михайлович
Николай Михайлович Флавицкий (28 марта 1849 — ?) — химик.

## Биография
Родился 28 марта 1849 года[по какому календарю?]. Брат Ф. М. Флавицкого. В 1866 году окончил курс в Первой Харьковской гимназии, а в 1871 году в Харьковском университете. В 1871-1872 гг. состоял по найму учителем математики в Сумской прогимназии. В 1872 году по представлении диссертации утверждён в степени кандидата.
В 1874 году, выдержав установленный экзамен, удостоен звания учителя гимназии и прогимназии с правом преподавания физики и математики. С августа того же года Николай Михайлович определён лаборантом при кафедре технической химии в Харьковском университете.
Со 2 декабря 1875 года сверх того преподавал несколько лет математику в Первой Харьковской гимназии. С 1 августа 1881 года по 1886 год состоял преподавателем математики и физики в Харьковском техническом железнодорожном училище, а в 1891 году по болезни уволен от службы.
Флавицкий напечатал работы: «О законе теплоемкостей совершенных газов» (кандидатская диссертация, «Журн. Рус. хим. общ.», 1873, т. 5); «Об абсолютных температурах кипения органических веществ» («Труды Варшавского съезда естествоиспытателей и врачей в 1876 г.») и «Об общем для газов и паров законе изменения теплоемкостей с температурой» («Труды СПб. съезда естествоиспытателей и врачей в 1880 г.»).